# Del Mar
Del Mar è una cittadina degli Stati Uniti, situata in California, nella contea di San Diego.
È nota come località balneare californiana e per le corse di cavalli che si tengono ogni estate nell'ippodromo cittadino.